# Улица 8 Марта (Екатеринбург)
У́лица 8 Ма́рта («улица Восьмого марта»; в XVIII веке — Уктусская першпективная дорога, затем — Турчаниновская, в сер. XIX в. — Метлинская, с 1880-х годов до ноября 1919 года — Уктусская, до 1928 года — ул. Троцкого) — улица Екатеринбурга, одна из основных магистралей городского центра. Идёт от улицы Бориса Ельцина до переулка Рижского, в трёх административных районах города: дома № 1—7 (нечётная сторона) и № 2—8 (чётная сторона) до пр. Ленина — Верх-Исетский район, № 8-б—150 (чётная сторона) и № 13—127 (нечётная сторона) от пр. Ленина до ул. Щорса — Ленинский район, № 158—212 (чётная сторона) и № 145—271 (нечётная сторона) от ул. Щорса до переулка Рижского — Чкаловский район. Общая протяжённость — 6500 метров.

## История

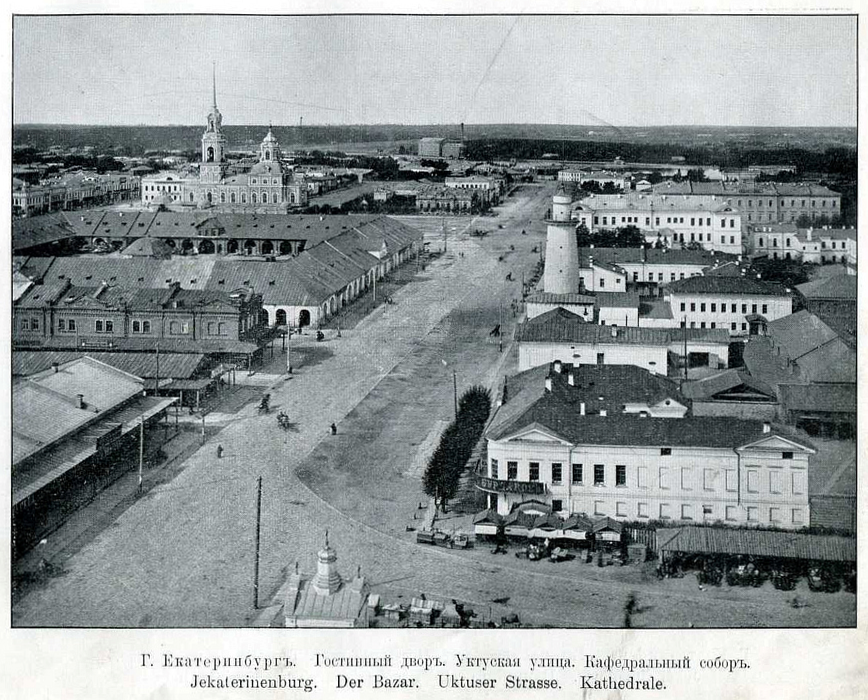
Уктусская улица в 1900 году, фото В. Л. Метенкова

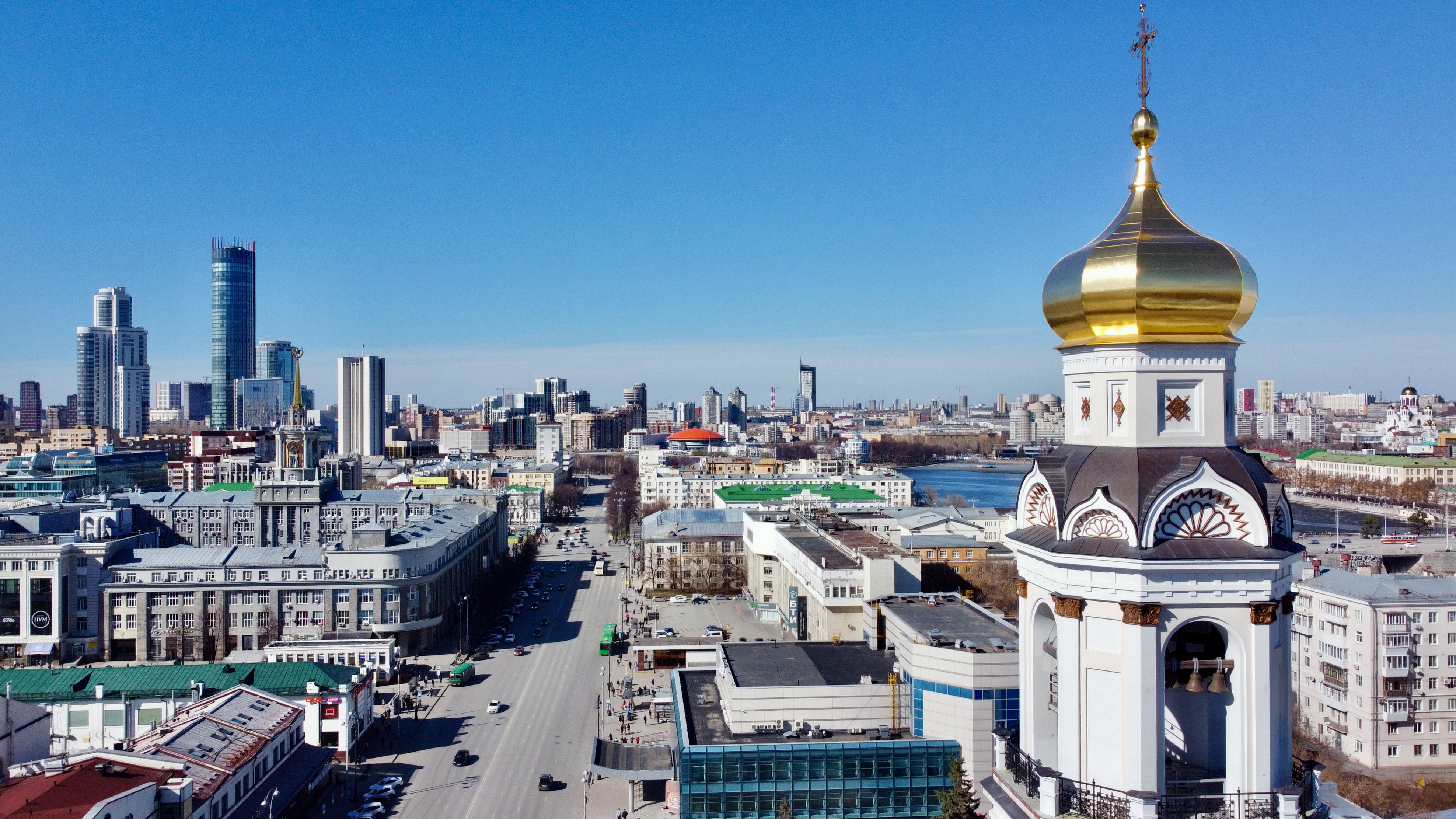
Вид на север от Большого Златоуста

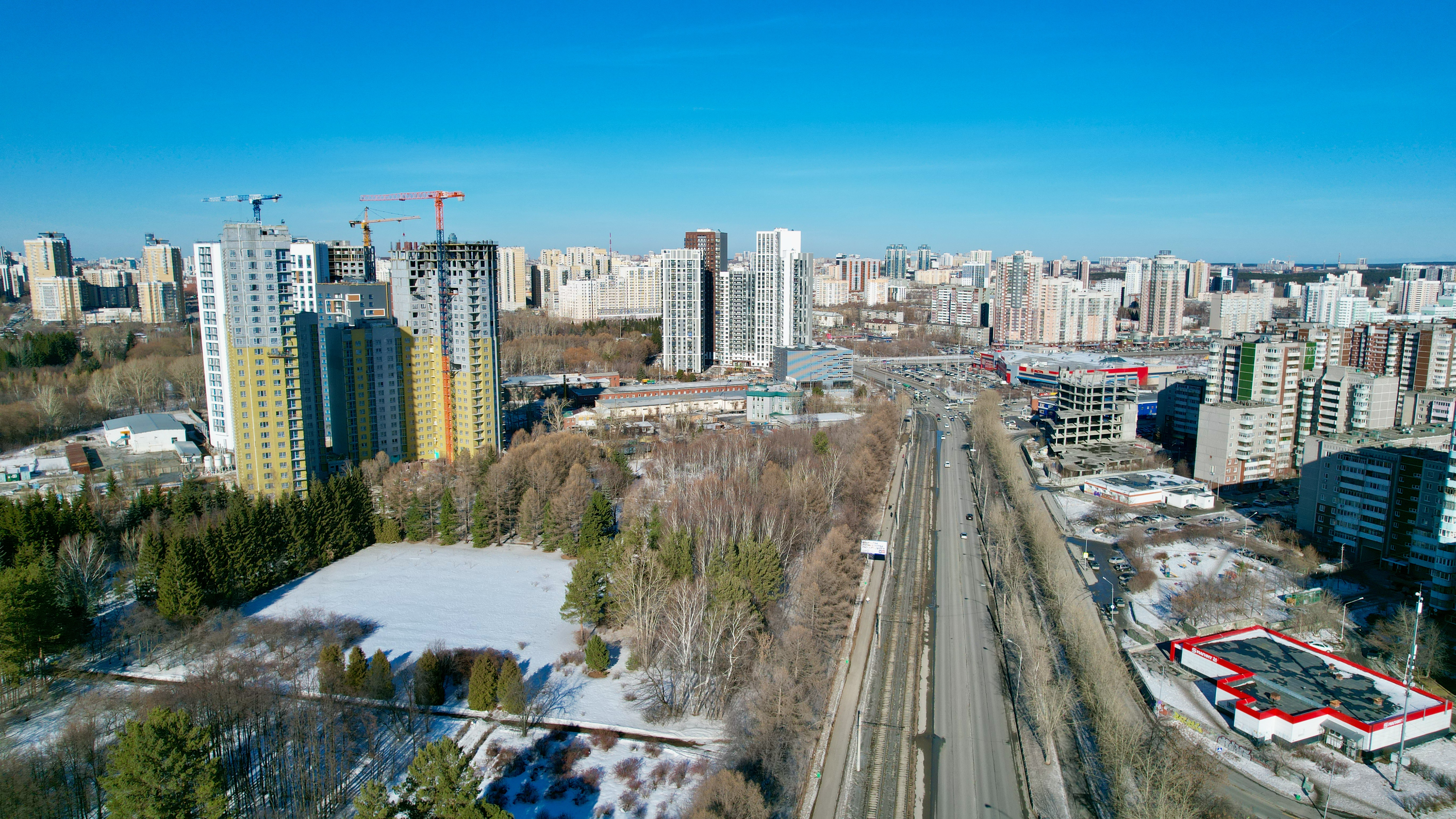
Вид на север от Объездной дороги

В 1704 году Уктусская дорога соединила Уктусский завод с местом строительства нового Исетского завода, затем (1723) вошла в Екатеринбургскую крепость. В XIX веке выстроены многочисленные конторы и склады. В квартале до Покровского проспекта (ныне — ул. Малышева) располагались Кулинарная школа и Дворянский клуб, Полицейское управление с пожарной каланчой, усадьба Казанцевых — одна из первых каменных усадеб города (1799), церковь Сошествия Святого Духа (первая каменная в Екатеринбурге, 1768) с приделами в честь Иоанна Златоуста (1769) и Покрова Пресвятой Богородицы (1792), известны как Большой и Малый Златоуст (окончательный вид приобрели к 1876), Зелёный рынок (с торговлей овощами, мебелью и посудой), на чётной стороне — Новый (1902) и Старый Гостиный (Мытный) двор (1870, с каменными палатами на 20 входов), магазины Товарищества Второва (стиль модерн, дом № 8-в, ныне книжный магазин). Участок до ул. Отрясихинской (Радищева) застроен торговыми и конторскими помещениями (в 1970-е взят под охрану государства), выделялись Доходный дом купца Первушина дом № 28 (1906, архитектор П. А. Заруцкий, эклектика, сдавался в аренду уездному казначейству), особняк Борчанинова (№ 18, эклектика с применением форм барокко, 1859, к 1905 годы его перестроил арх. К. И. Турский), д. № 16 (2-я пол. XIX в., эклектика), особняк с элементами неоготики с лавкой (№ 20, вторая половина XIX века), Дом И. Д. Бухонина с лавкой (№ 24, эклектика, вторая половина XIX века), Дом купца В. Н. Иванова (№ 26, 1896 ,архитекторв Ю. О. Дютель, эклектика с элементами ренессанса), Дом И. Д. Рязанова (№ 25, кон. XIX века, эклектика, с 1906 — Екатеринбургская товарная и горнопромышленная биржа, имеет на фасаде пластические элементы барокко).
На перекрёстке с улицей Отрясихинской пересекалась с рекой Акулинкой (к 1960-м заключена в трубу). До Сибирского просп. (Куйбышева) тянулась Хлебная площадь с Хлебным рынком, в доме № 36 — располагался Союзбанк (1913-14, неоклассицизм). На углу с ул. Монастырской (Народной Воли), в д.№ 62 располагалось духовное училище (1830-е гг., в нём обучались А. С. Попов, Д. Н. Мамин-Сибиряк, П. П. Бажов и др.) с домовой церковью (1860-е). Дом № 68 — Странноприимный дом с Преображенской часовней (1814, эклектика с элементами классицизма). Ближе к ул. Болотной (Большакова) по чётной стороне улица не была застроена, её пересекала река Монастырка (к 1960-м заключена в трубу), имелся мост. К 1901 году застроена до ул. 3-й Загородной (Шмидта).
В 1905 году в ходе Революции на улице состоялись первые народные демонстрации.
1 мая 1924 года в здании Союзбанка открыт Дом Крестьянина (ныне там Детская филармония). С 1927 года начались строительные работы и 7 ноября 1929 года по улице был запущен трамвай от ул. Фрунзе, в 1934 году ветка была продлена до улицы Щорса. В 1928 году выстроен 4-этажный Деловой Дом (№ 8-б). В начале улицы строятся «элитные» по тем временам жилые здания. К 1931 году был возведён комплекс двух жилых домов с садом, названным «Второй Дом Советов» или «Дом чекистов» (с первым высотным 11-этажным зданием, площадь 4—5-комнатных квартир достигала 95—103 м², необычная эклектика конструктивизма и классицизма). Напротив, в 1933 году был сдан 6-этажный «Дом Старых большевиков» (№ 1, с площадью 2-комнатных квартир 84 м², а 3-комнатных — 97—98 м²), построено здание УНИХИМа (1932, архитектор С. В. Домбровский; д. № 5). Ближе к пл. 1905 года огромный по тем временам 6-этажный 113-квартирный дом № 7 (1931). На месте Зелёного рынка разбит сквер (со скульптурами Ленина и Сталина, снесены в 1956 году) и выстроен Дом Обороны (1934). На углу с ул. Малышева в 1929 году был возведён Дом контор (конструктивизм, арх. В. Смирнов), вошедший в историю города пожаром 1 марта 1974 года, с десятками погибших. В 1935 году возведены здания школ на углу с ул. Большакова и с ул. Фурманова. На месте Хлебного рынка — времянки для жилья и огороды. К началу Великой Отечественной войны улица застроена вплоть до ул. Южной (1-2-этажными домами). Далее улицу продолжал Елизаветинский тракт. С 1939 года осваивает новую территорию площадью 50 га Ботанический сад УрО РАН. В 1944 году сдана однопутная линия трамвая до Мясокомбината.
В 1948—1956 годах был разбит дендропарк (вначале назывался парк Юных Мичуринцев) с фонтаном в виде массивной литой чугунной чаши (с 1990-х — с часовней Александра Невского). В 1955 году был построен автовокзал (1 мая 1960 года открылось новое 2-эт. здание, ныне — Южный автовокзал). Старая деревянная 1-2-этажная застройка постепенно сносится, на её месте в 1954—1958 годах 4—5-этажными зданиями в стиле «советского неоклассицизма» застраивается квартал между ул. Фурманова и Фрунзе, а также дом № 55 (сдан в 1960 году, с гастрономом), 82 (1958 — общежитие Горного института), 123 (1961, со стоматологической поликлиникой), 144 (1956), 150 (1958, с магазинами). В 1950-е годы улица была продлена до пер. Рижского. Жилые дома № 61 (сдан в 1970), 64 (1960), 86 (1960), 101 (1966), 121 (1962), 120, 128 и 146 (1963), 130 (1961), 142 (1962 и 1973) выстроены в «хрущёвском стиле». В 1970 году открылся Дом Политпросвещения (советский модернизм, ныне — Театр Эстрады). В 1972 году в доме № 46 открылся первый в городе Универсам (в 1992—2001 годах ТЦ «Мария», затем «Купец»). На углу с ул. Радищева построен новый корпус завода «Русские самоцветы». Сдан новый корпус СИНХа, в конце улицы — новые корпуса Ювелирной фабрики, Хлебозавод № 6, Автопарк № 6. В 1977 году открыт памятник И. К. Малышеву (перенесён в 2005 году), построен Дворец культуры имени 60-летия Октября (д. № 212, завода РТИ, советский модернизм). В 1976—1980 годах возведён новый Цирк (арх. Шварцбрейн, Никитин), за ним с 1981 года началось строительство телебашни, бывшее рекордным долгостроем (в 2018 взорвана). В 1979 году на углу с ул. Декабристов были выстроены Высшая партийная школа (советский модернизм, ныне Академия госслужбы) с 12-этажным общежитием, под давлением общественности перед ним сохранена 200-летняя лиственница. В 1980 году построено новое здание вычислительного центра Госбанка (советский модернизм, ныне — Главное управление Банка России по Свердловской области).
С 1982 года под улицей прокладывается участок первой линии метро, с несколькими реконструкциями перекрёстков, в ноябре 1986 года в связи со строительством станции «Площадь 1905 года» с участка улицы от площади 1905 года до ул. Радищева были сняты трамвайные пути, трамвайное движение от проспекта Ленина до ул. Радищева тогда же было перенесено на улицу Московскую.
Открыты 3 станции метро: «Площадь 1905 года» (1994), «Геологическая» (2002) и «Чкаловская» (2012).
С 1988 года застраивался новый жилой район Ботанический. В 1988—1990 годах сданы 9-этажные жилые кирпичные дома № 57, 77 и 80. В 1991 году построено административное здание (№ 13). В 2002 году открыт ТЦ «Мытный двор» на месте Старого Гостиного двора. В 2004—2006 годах реконструирован Театр Эстрады. В 2006 году открыт ТРЦ «Гринвич». В 2006-13 восстановлен храм Большой Златоуст.
В 2010-е годы застроен квартал от ул. Щорса до остановки Южной (Микрорайон «Юг Центра»), в том числе в 2008 году — ТЦ «Мегаполис», а также жилые многоэтажные дома.

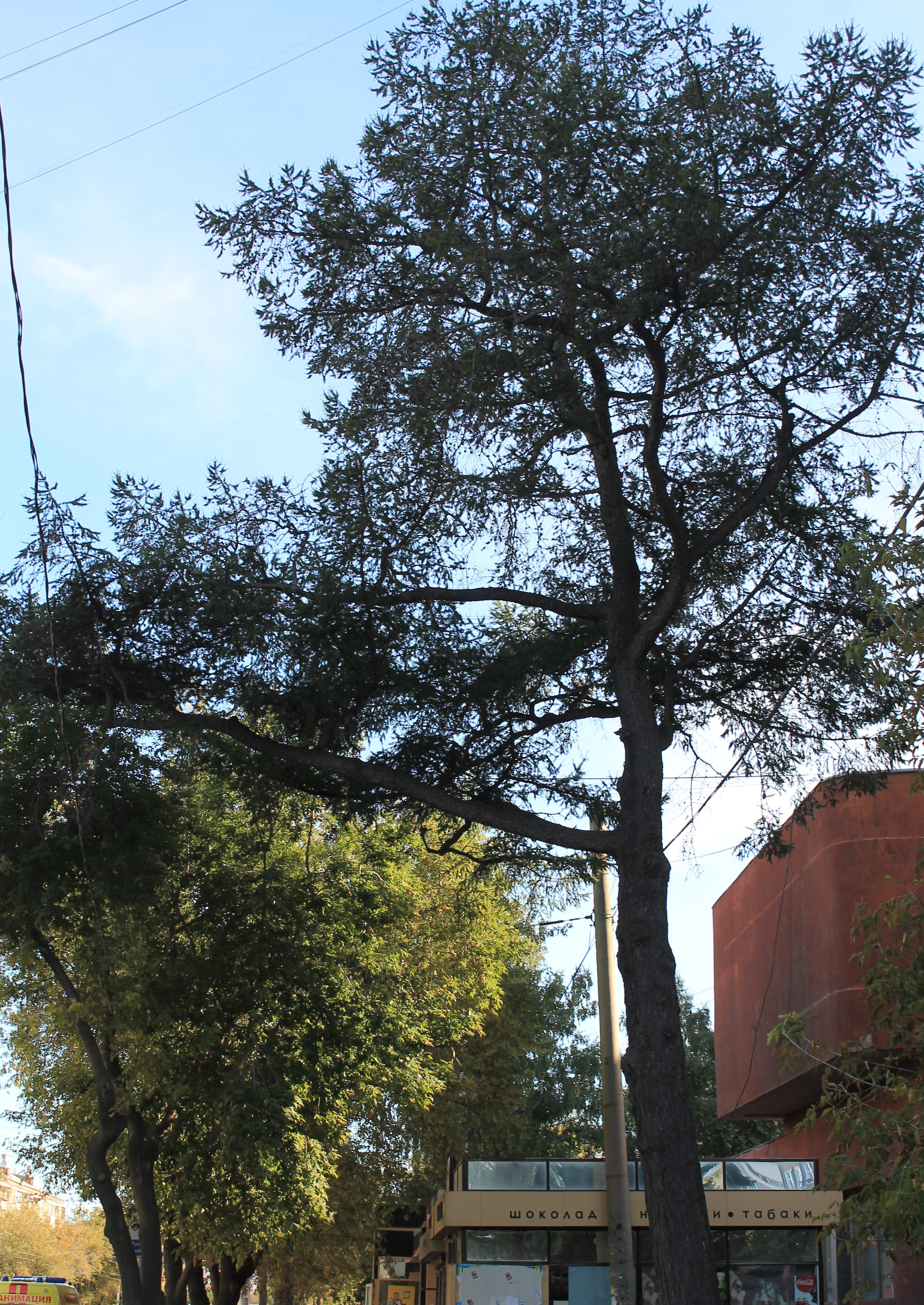
Вековая лиственница
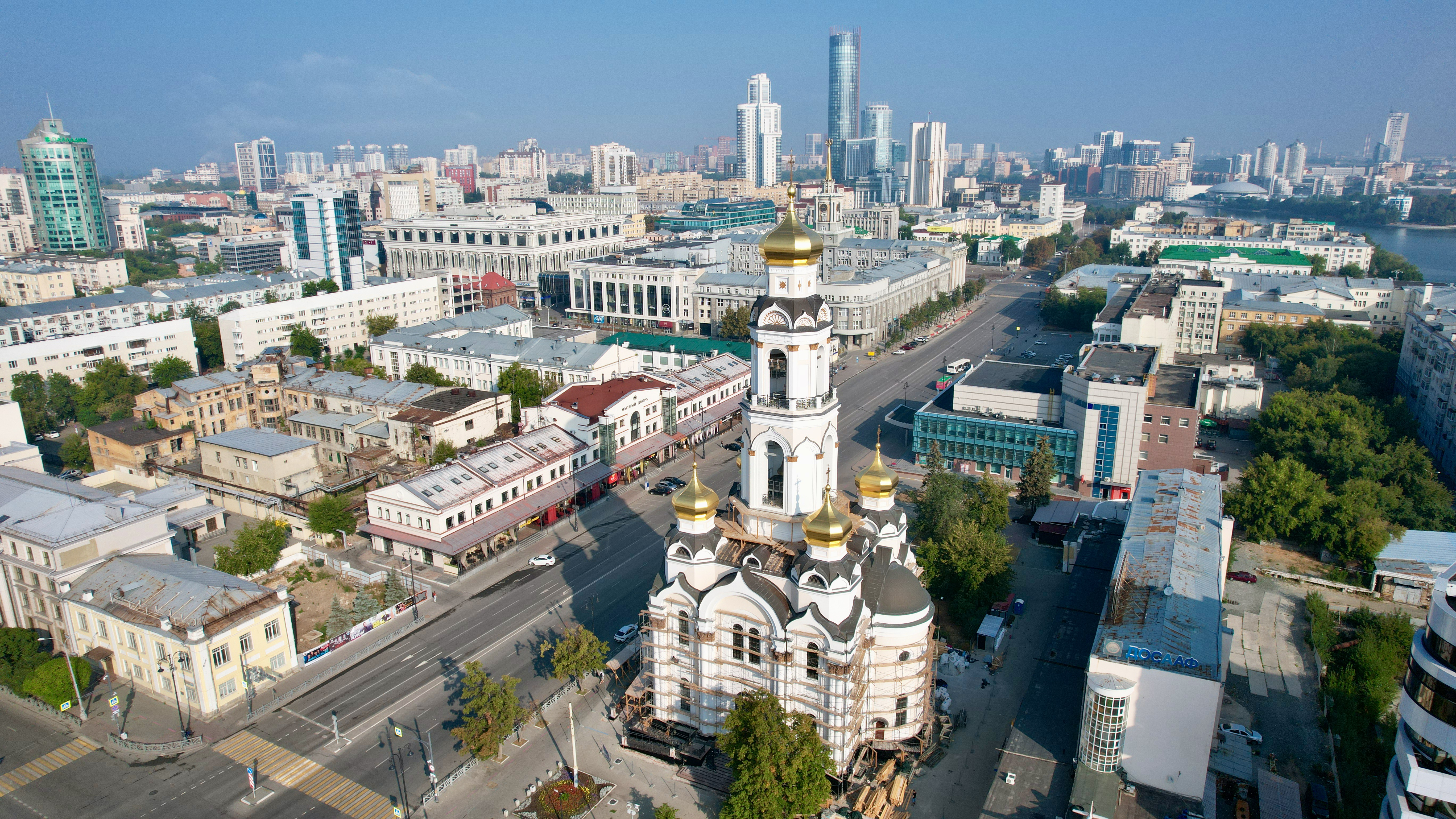
Храм Большой Златоуст
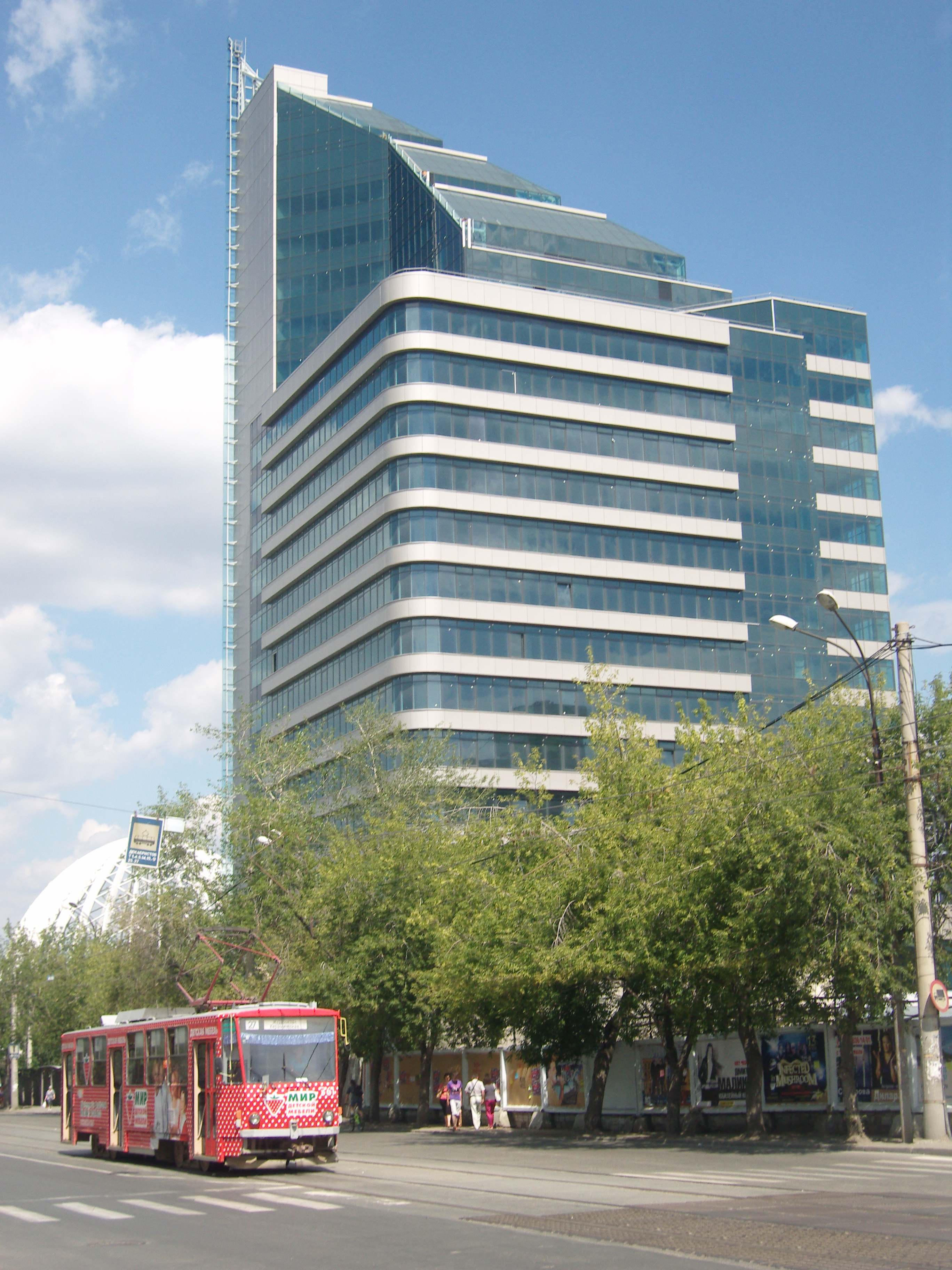
Бизнес-центр «Summit»
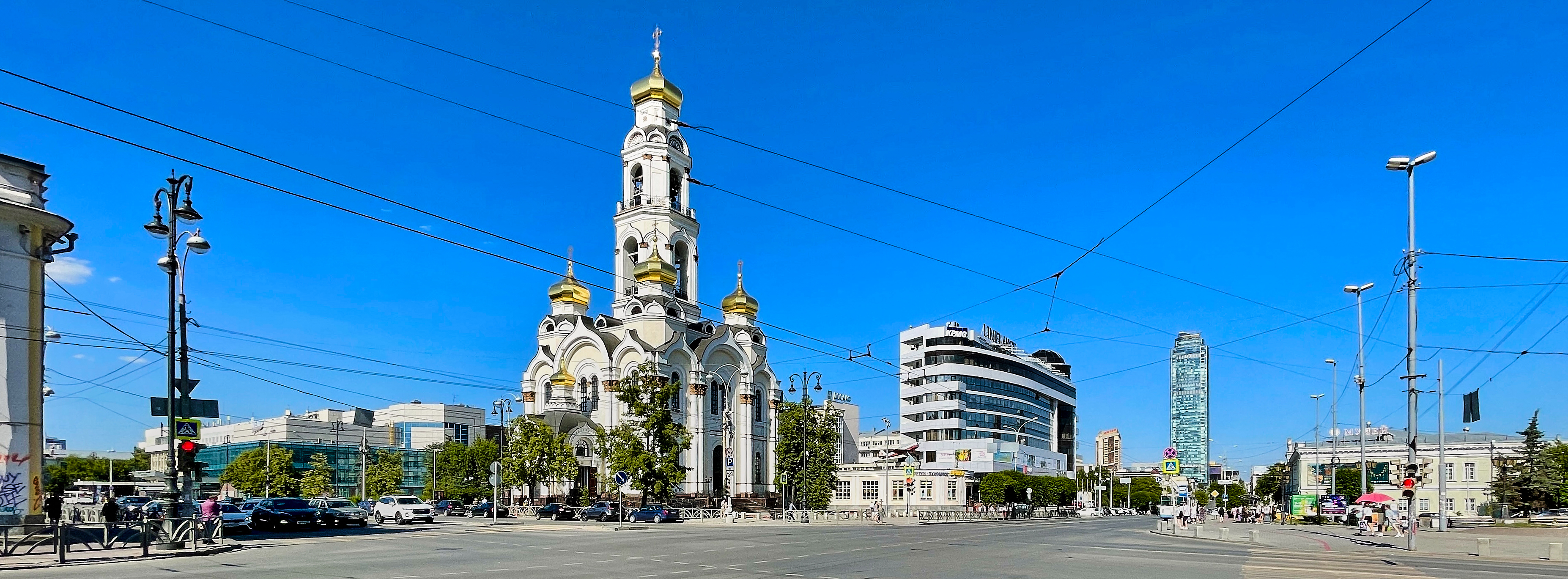
Перекрёсток с ул. Малышева
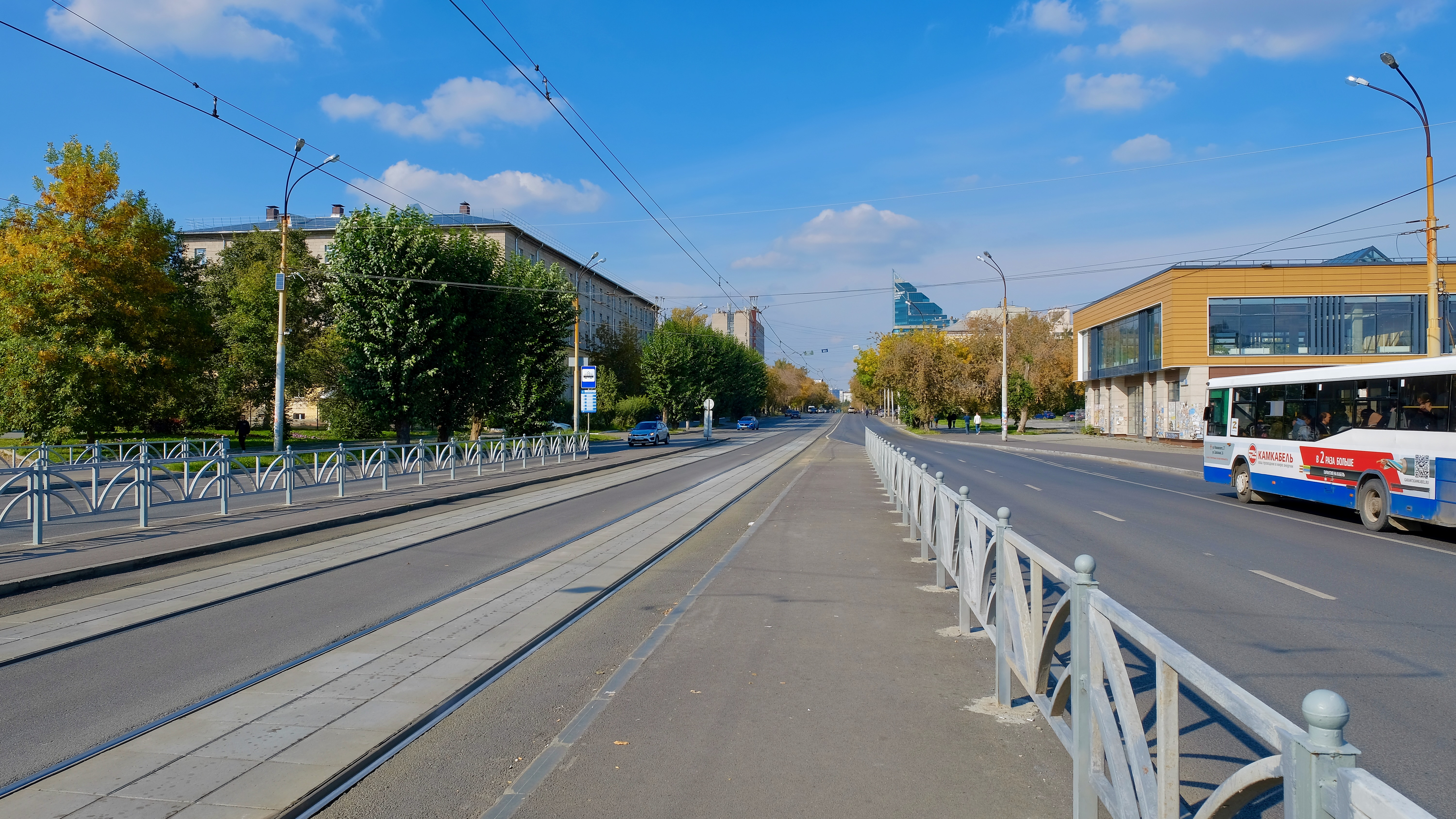
Трамвайные пути (вид на север от улицы Большакова)
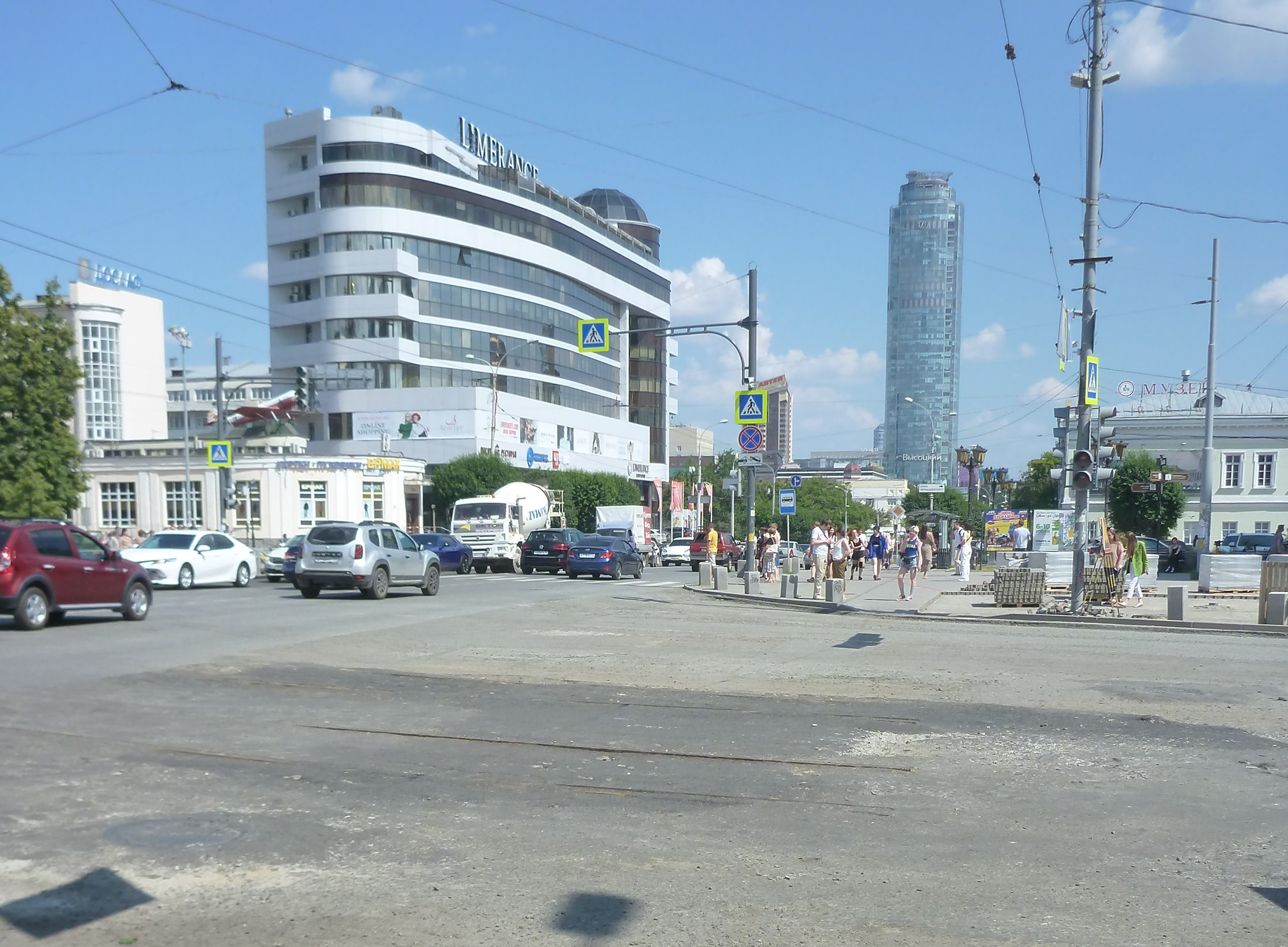
Остатки трамвайных путей после снятия дорожного покрытия в 2022 году

## Общественный транспорт
Улица 8 Марта — одна из основных трамвайных магистралей города, по ней проходят все трамвайные маршруты на Вторчермет. Трамвайное движение по улице 8 Марта имеет место южнее перекрёстка с ул. Радищева. Ранее (до ноября 1986 года) оно имело место южнее проспекта Ленина, но затем участок от проспекта Ленина до ул. Радищева был закрыт и демонтирован в связи со строительством метро. Вместо этой линии была открыта другая — по ул. Московской от площади Коммунаров до ул. Радищева.
По улице 8 Марта проходят следующие трамвайные маршруты:
- На всём протяжении трамвайных путей улицы от Радищева до Рижского переулка — 1, 15 и 27;
- от Куйбышева до Рижского переулка — 9, 14 и 25;
- от Куйбышева до кольца «Южная» — 4;
- от Фучика до Рижского переулка — 34;
- по небольшому участку от Радищева до Куйбышева — 10, 33 (в обоих направлениях), 3 (в сторону Куйбышева), 21 и 32 (в сторону Радищева).

По улице проходят также автобусные маршруты:
- 57 — от Ленина до Рижского переулка;
- 50 и 54 — от Ленина до Щорса;
- 76 — от Декабристов до Фурманова; в обратную сторону от Фурманова до Большакова;
- 13 — от Малышева до Ленина только в северном направлении;
- 32 — от Драмтеатра до Ленина; обратно от Малышева до Драмтеатра.

Проходят и линии маршрутных такси.
Вдоль улицы 8 Марта расположены станции метро «Площадь 1905 года», «Геологическая» и «Чкаловская», а также недостроенная станция «Бажовская».